# ذي العلبي (المخادر)

تعديل مصدري - تعديل

ذي العلبي هي إحدى قرى عزلة الشرف بمديرية المخادر التابعة لمحافظة إب، بلغ تعداد سكانها 184 نسمة حسب تعداد اليمن لعام 2004.